# 松山ユースホステル
松山ユースホステル（まつやまユースホステル）は日本ユースホステル協会に加盟している愛媛県のユースホステル。

## 歴史
1983年オープン。スプーン曲げなどの潜在能力開発講座、キルリアン写真撮影などといった独自の企画を設け、大阪ユースホステル協会の人気投票で何度も一位になった。1998年にはこの年に発足したユースホステルの連絡組織「グリーンネットワーク」の呼びかけ人となるとともに、食器は天然せっけんで洗う、生ごみは有機肥料にする、など環境経営に取り組んでいる。

## 設備
- 個人や小グループに適している
- 団体の利用に適している
- グループで一室利用可
- 余裕があればグループで一室利用可
- ゲストルームあり
- 駐車場あり
- 駐輪場あり
- 自炊室あり
- 会議室あり
- 洗濯機あり
- 乾燥機あり
- 荷物預かりあり
- 英語による予約可
- 周辺にスポーツ施設あり
- 周辺に温泉あり
- レンタサイクルあり

## アクセス
- JR予讃線 松山駅から路面電車道後温泉行20分終点下車 徒歩8分[1]
- 松山観光港、三津浜港からバスで道後温泉行40分終点下車 徒歩8分